# Harmonicon
Harmonicon foi um instrumento musical inventado pelo pedagogo alemão Wilhelm Christian Müller no século 18, em Bremen, em que uma Harmónica de vidro dotada de teclado foi posta em um pequeno órgão que possuia registros de flauta de 8', 4' e 2' além de um oboé 8'. 